# Melanella
Melanella is een geslacht van slakken uit de familie van de Eulimidae. De wetenschappelijke naam van het geslacht is voor het eerst geldig gepubliceerd in 1822 door Thomas Edward Bowdich.

## Kenmerken
Dit zijn erg kleine gastropoden met een schelp van enkele millimeter lang, die als parasiet leven op stekelhuidigen (Echinodermata), meer bepaald op zeekomkommers.

## Leefwijze
Er zijn zowel endoparasieten als ectoparasieten van bekend. Ze zijn meestal niet specifiek aan een bepaalde gastheersoort verbonden.

## Verspreiding en leefgebied
Een soort die wel op een bepaalde gastheer leeft is Melanella frielei die in Noord-Europese wateren is aangetroffen op Mesothuria intestinalis. Melanella lubrica parasiteert dan weer op verschillende zeekomkommers aan de westkust van Zweden en Noorwegen. Melanella eburnea, met een gemiddelde schelplengte van bijna 4 mm., werd aan de kust van Brazilië aangetroffen als parasiet van onder meer Holothuria (Halodeima) grisea en Parathyone suspecta.

## Soorten
Voor de volledige soortenlijst zie: World Register of Marine Species.